# クリストファー・ホーリーウッド
クリストファー・ホーリーウッド（Christopher Holywood, 1559年 – 1626年9月4日）は、反宗教改革派のアイルランド人イエズス会士。『ナグスヘッドの作り話』を作り出した人物でもある。

## 経歴

### ローマ・カトリックとアイルランド
ダブリン近郊の村ホーリーウッドから取られた姓により、彼の家系は教会および世俗の双方で古くまで判明している。クリストファー・ホーリーウッドはパドヴァで学び、1579年にドールでイエズス会に入った。後にポン・タ・ムーソン、フェラーラそしてパドヴァにおいて聖書と神学の教師となり、そこでロベルト・ベラルミーノと出会った。
1598年、ホーリーウッドはアイルランドに派遣されたが、道中に逮捕されイングランドのゲートハウス監獄(en)、ロンドン塔、ウィズビーチ城(en)に相次いで収監され、結局エリザベス1世の死後に大陸（イギリスから見てのヨーロッパ本土のこと）追放となった。ホーリーウッドはそれからすぐに中断させられた旅を再開し、1604年の聖パトリックの祝日の前日にアイルランドにたどり着いた。同年に彼は2つのイングランド国教会を攻撃する文章をラテン語で出している。そのひとつにカンタベリー大主教マシュー・パーカーの下品な聖別に関する主張が含まれている。それは『ナグスヘッドの作り話』として知られており、その話はローマカトリック圏のいくつかの国では本当だと考えられた。彼はすぐにアイルランドのイエズス会の上官に任命された。これは宗教改革の間継承を保つことが不可能だったすべてのローマカトリック司教が空位という中では非常に重要な地位であった。

### ジェームズ1世統治下のアイルランド
ジェームズ1世のイングランド王即位、それはカトリックに好意的だった政治の転換であり、それはアイルランドにおいてはイングランドよりもなお強く、アイルランド国教会の教会財産をイエズス会が占有するといういくつかの事例を引き起こした。ホーリーウッドと彼の仲間のイエズス会修道士は東奔西走した。アイルランドのイエズス会修道士は彼が上陸するまではわずか4人であったがその数は急速に増え、彼が死ぬときに42人、加えて大陸に60人の修行中、もしくは教育に従事している仲間がいた。1606年のジェームズ1世の宣誓ののち、彼らは迫害に晒されていた。貴族や有力者たちは、彼らの子供が聖公会派としての教育が強制される中で聖公会に宗派替えされていき、またローマカトリック信者の土地は大規模にイングランドからの開拓移民に接収された。ホーリーウッドはその中で自身の使命を続けていた。たとえば、キルケニーにおいては1619年に学校が設立されたが、これはクロムウェル時代まで続いた。また、5つの「住居」（もしくはイエズス会系聖職者の基地）が宣教師が派遣された場所に確立した。ホーリーウッドの最後の報告は1624年に行われ、1626年9月4日に死去した。

## 著作
- 『Defensio decreti Tridentini et sententiæ Roberti Bellarmini, S. R. E. cardinalis, de authoritate Vulgatæ editionis Latinæ, adversus sectarios, mazime Whitakerum. In qua etiam fuse admodum refutatur error sectariorum de Scripturæ interprete et judice controversiarum. Authore Christophoro a Sacrobosco, Dubliniensi Societatis Jesu, olim sacræ theologiæ in alma academia Dolana professore.』(1604年出版)アントウェルペンにて出版(8版)。1619年に著者による加筆版が再版。
- 『De investiganda vera ac visibili Christi ecclesia libellus.』(1604年)アントウェルペンて出版(8版)

彼の著作はウィリアム・ホイテッカーやそのほかのプロテスタントの論客の答えであった。

## 注
1. 1 2  カトリック百科事典、Christopher Holywood項

- この記事にはパブリックドメインである次の百科事典本文を含む: Herbermann, Charles, ed. (1913). "Christopher Holywood". Catholic Encyclopedia. New York: Robert Appleton Company.